# Heimen (Opfenbach)
Heimen (westallgäuerisch: Hoimə) ist ein Gemeindeteil der Gemeinde Opfenbach im bayerisch-schwäbischen Landkreis Lindau (Bodensee).

## Geographie
Das Dorf liegt circa einen Kilometer südlich des Hauptorts Opfenbach und zählt zur Region Westallgäu.

## Ortsname
Der Ortsname stammt vom Personennamen Heimo ab.

## Geschichte
Bereits im Jahr 1220 wurde erstmals die „Tobelmühle“ am Opfenbach erwähnt, sie diente später als Burgmühle. Der Ort Heimen wurde erstmals im Jahr 1472 als Haimen urkundlich erwähnt. 1398 wurde die östlich des Ortes gelegene Burg Heimen erstmals erwähnt. Um 1437 wurde die Burg zerstört. 1766 fand die Vereinödung in Heimen mit 23 Teilnehmern statt. 1863 wurde die Katholische Kapelle St. Wendelin neu erbaut.

## Baudenkmäler
Siehe: Liste der Baudenkmäler in Heimen